# Misje dyplomatyczne Azerbejdżanu

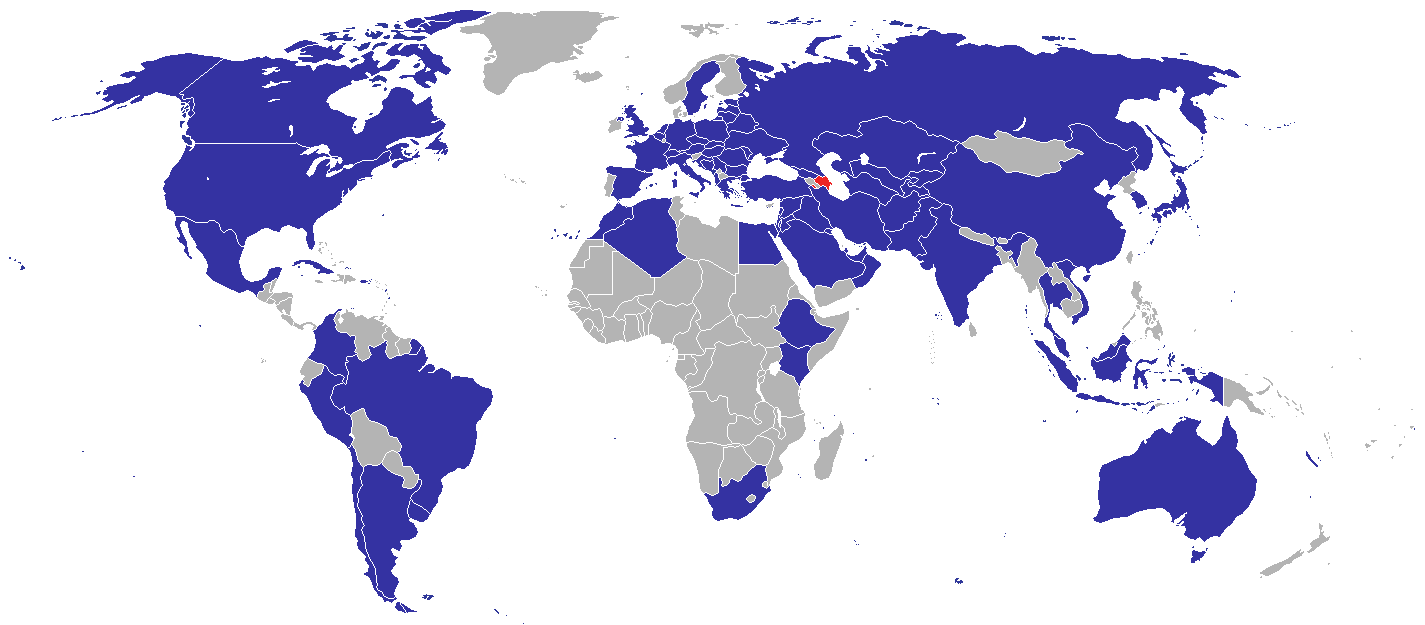
Kraje, w których Republika Azerbejdżanu ma swoje przedstawicielstwa dyplomatyczne

Misje dyplomatyczne Azerbejdżanu – przedstawicielstwa dyplomatyczne Republiki Azerbejdżanu przy innych państwach i organizacjach międzynarodowych. Poniższa lista zawiera wykaz obecnych ambasad i konsulatów zawodowych. Nie uwzględniono konsulatów honorowych.

## Europa
- Austria
  - Wiedeń (ambasada)
- Belgia
  - Bruksela (ambasada)
- Białoruś
  - Mińsk (ambasada)
- Bośnia i Hercegowina
  - Sarajewo (ambasada)
- Bułgaria
  - Sofia (ambasada)
- Chorwacja
  - Zagrzeb (ambasada)
- Czarnogóra
  - Podgorica (ambasada)
- Czechy
  - Praga (ambasada)
- Estonia
  - Tallinn (ambasada)
- Francja
  - Paryż (ambasada)
- Grecja
  - Ateny (ambasada)
- Hiszpania
  - Madryt (ambasada)
- Holandia
  - Haga (ambasada)
- Litwa
  - Wilno (ambasada)
- Łotwa
  - Ryga (ambasada)
- Mołdawia
  - Kiszyniów (ambasada)
- Niemcy
  - Berlin (ambasada)
- Polska
  - Warszawa (Ambasada)
- Rosja
  - Moskwa (ambasada)

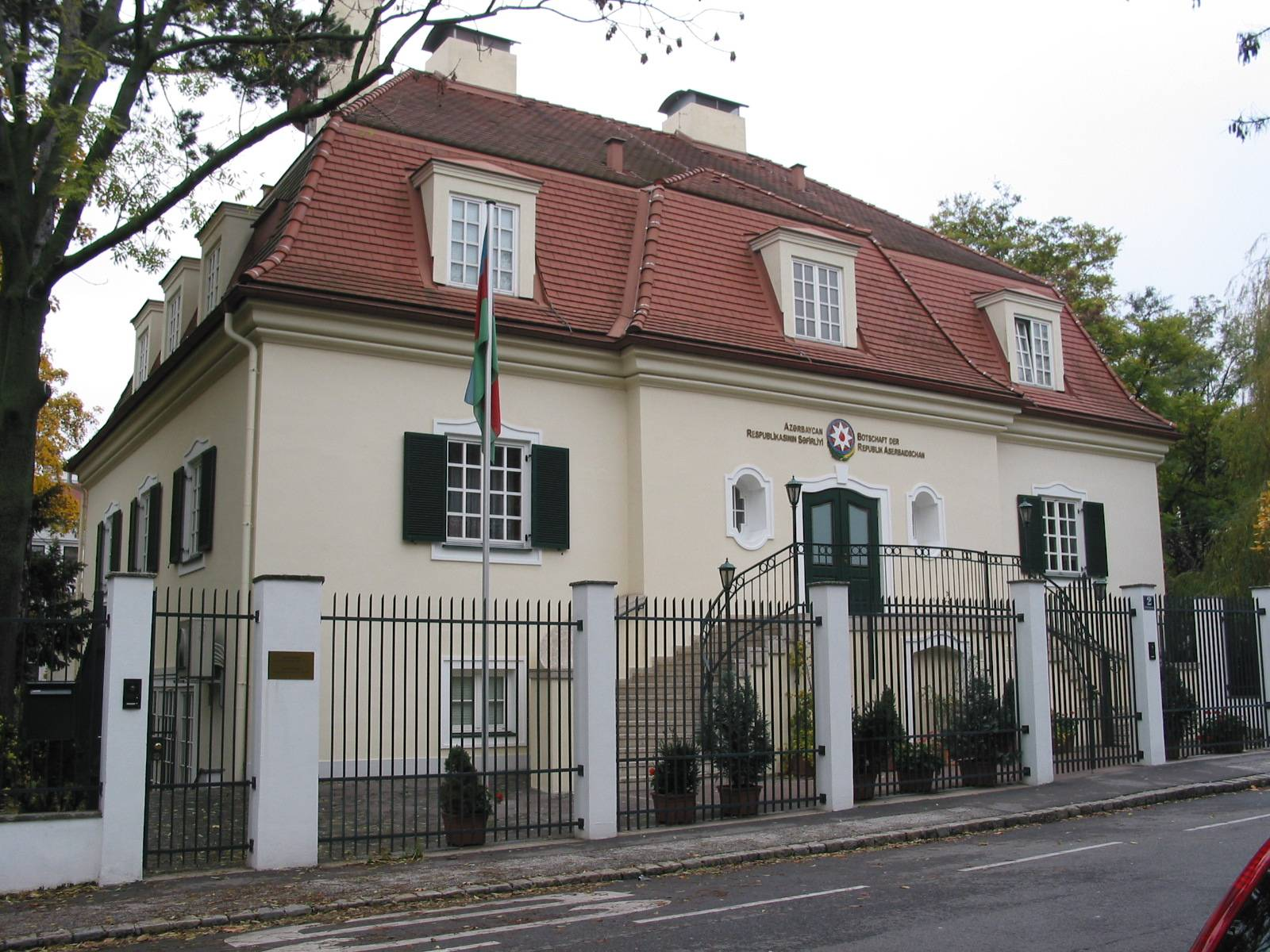
Ambasada Azerbejdżanu w Wiedniu

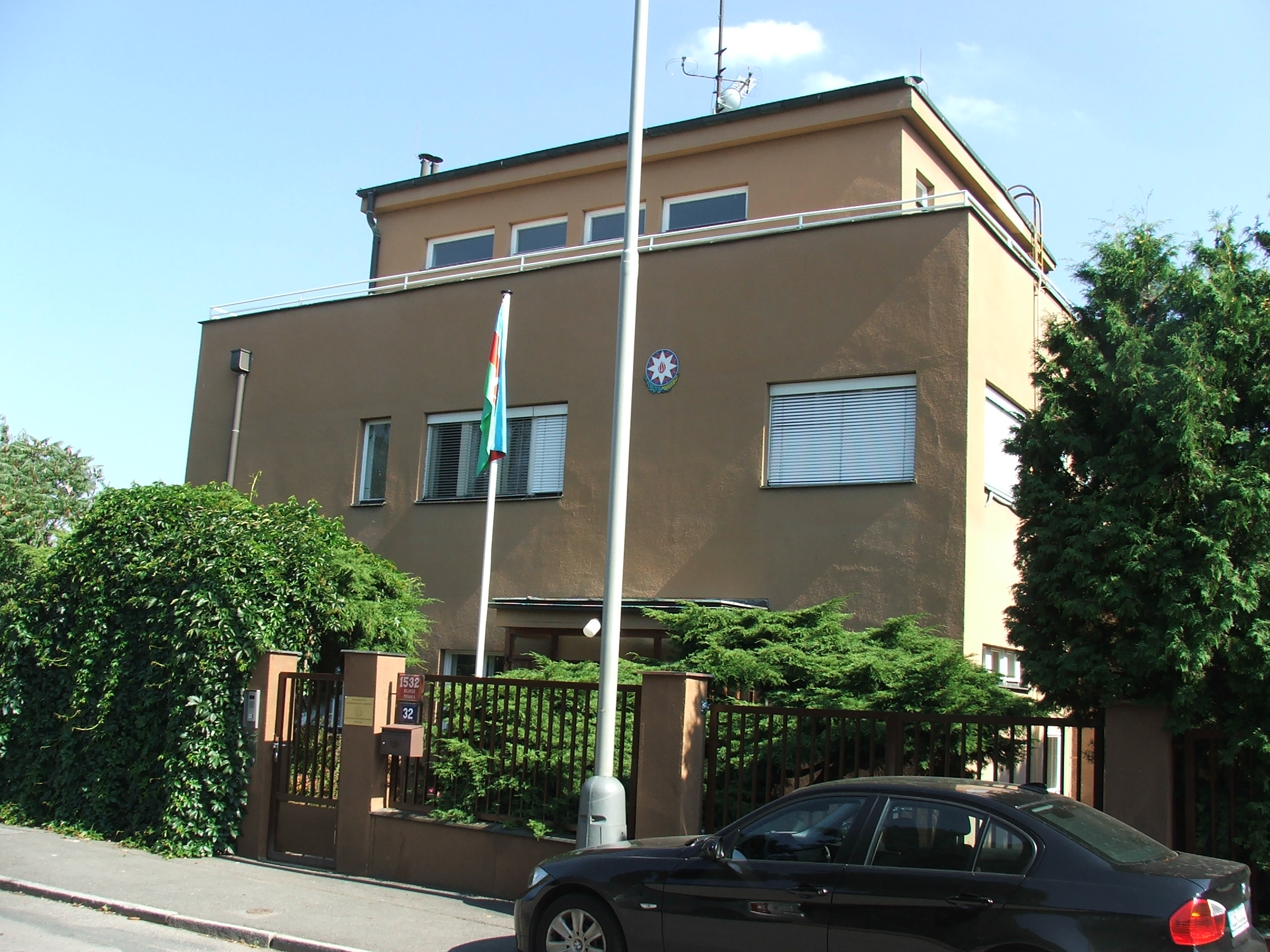
Ambasada Azerbejdżanu w Pradze

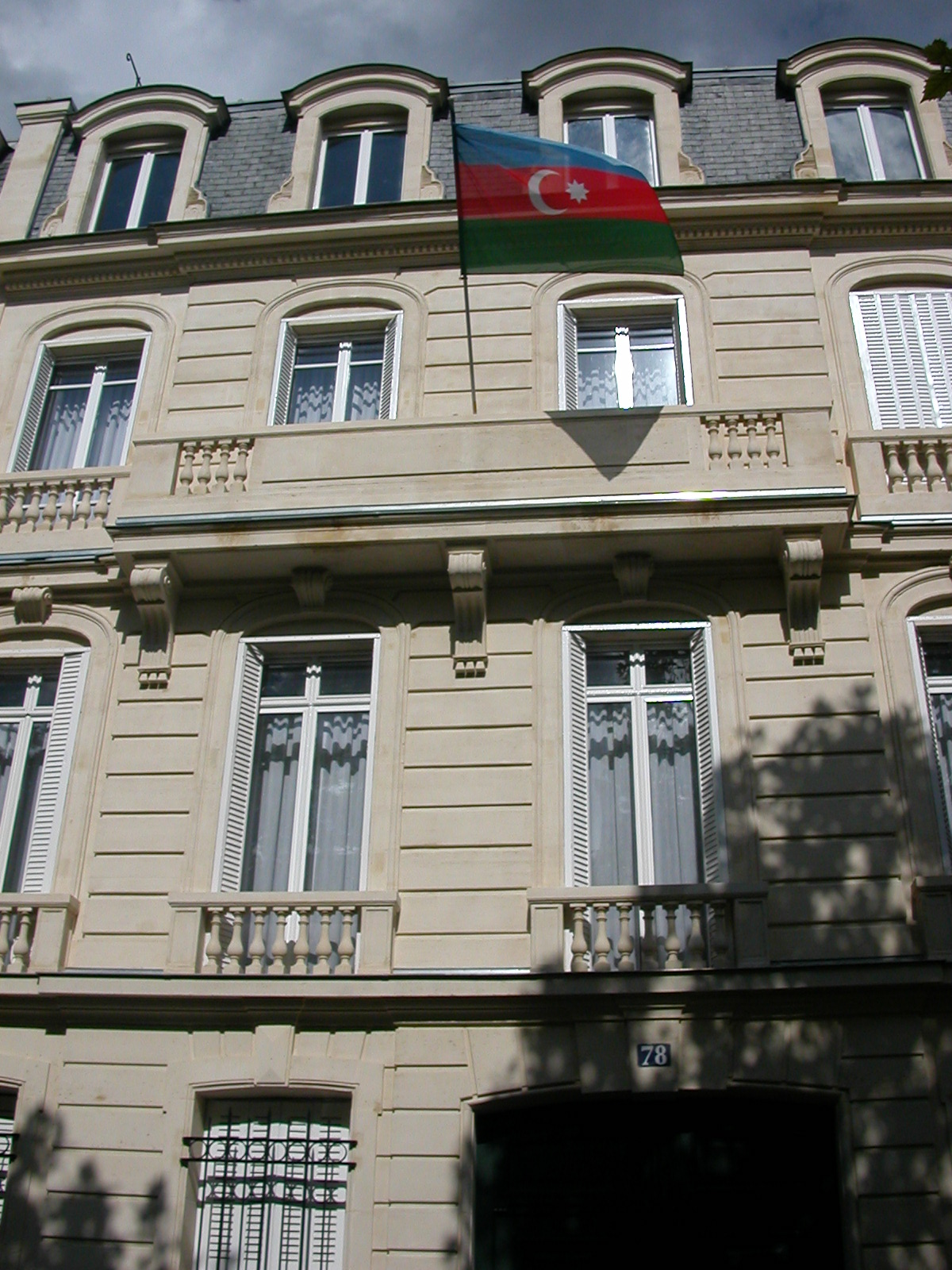
Ambasada Azerbejdżanu w Paryżu

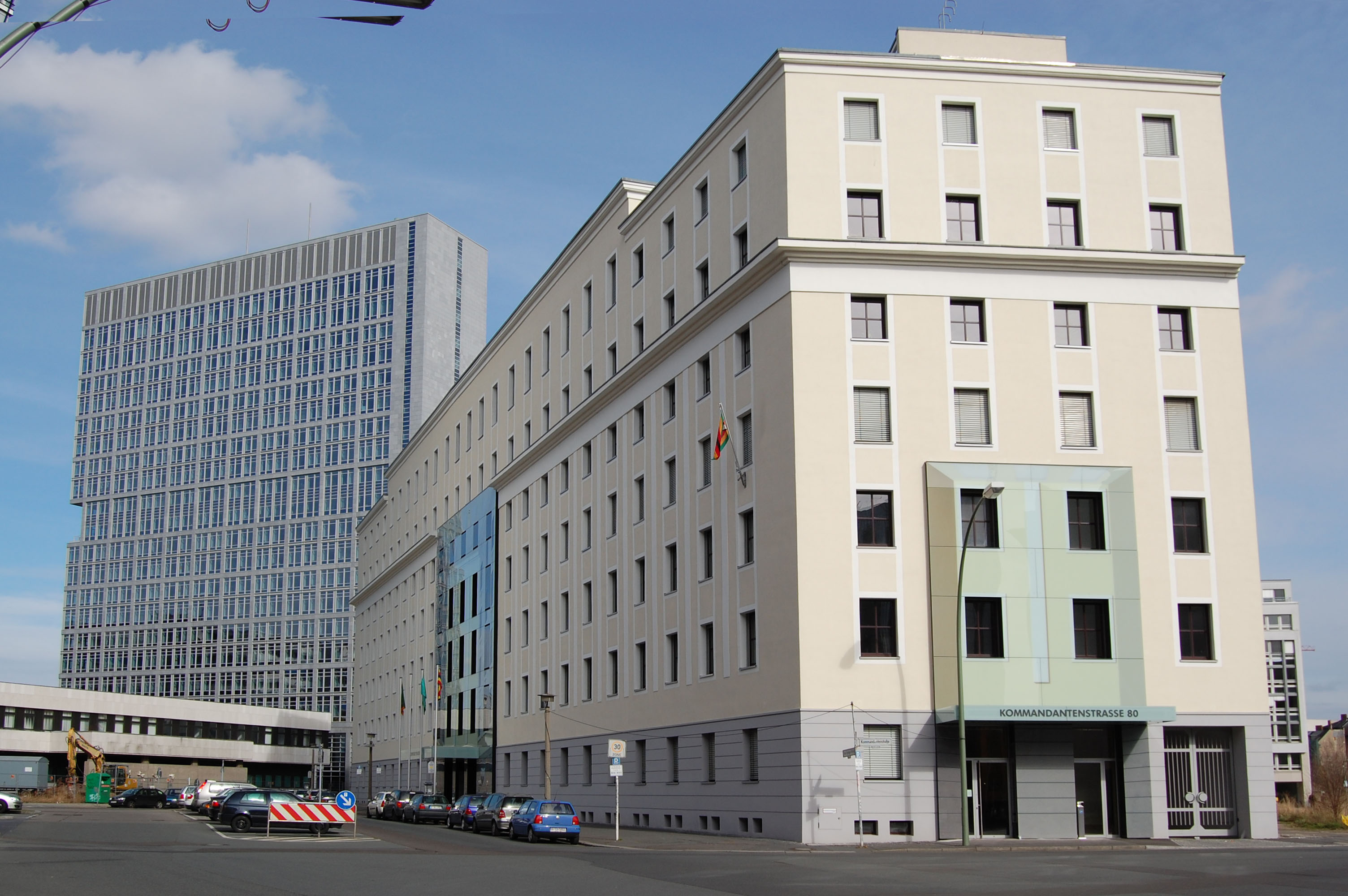
Ambasada Azerbejdżanu, Mauretanii, Zambii i Zimbabwe w Berlinie

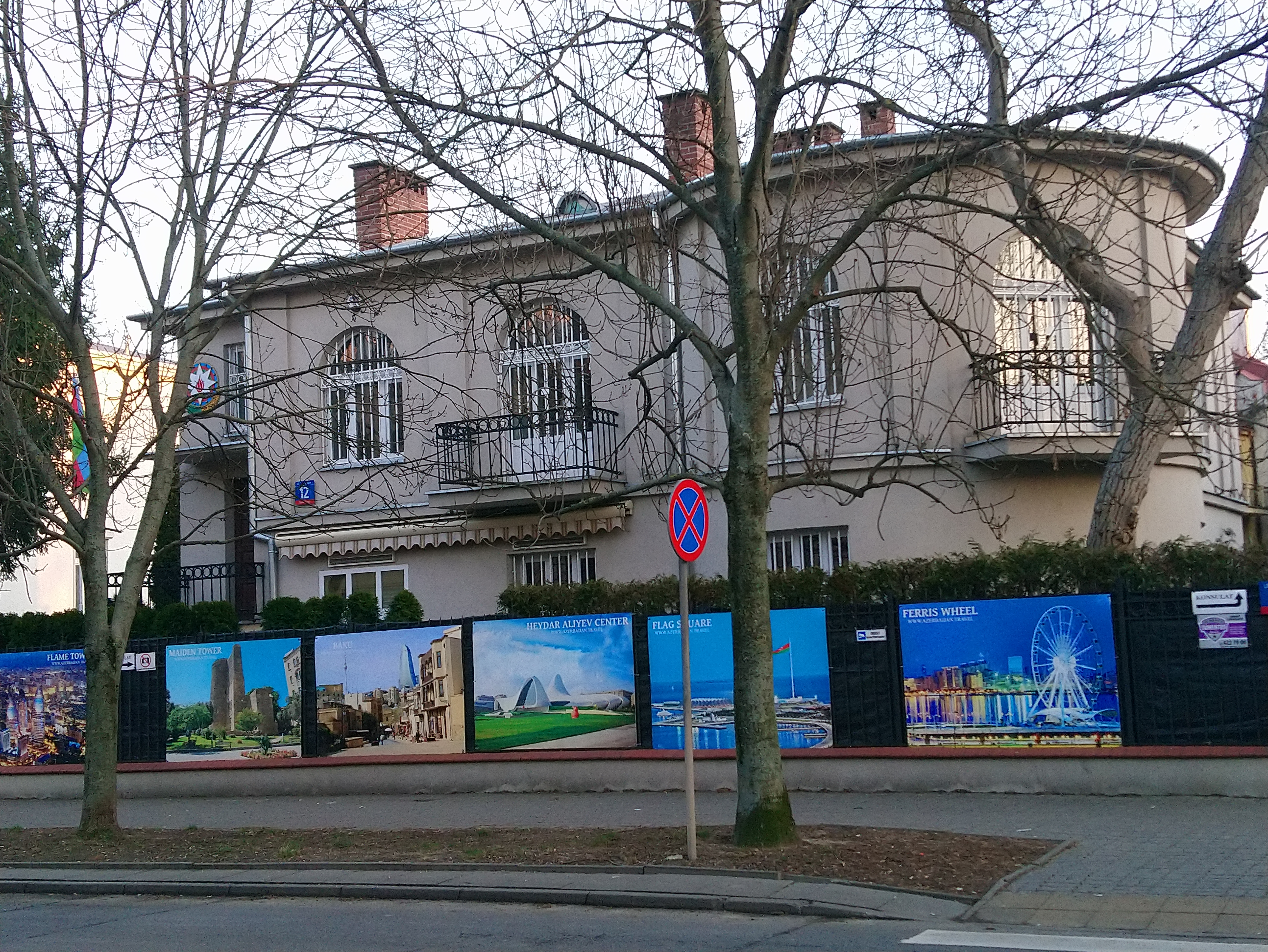
Ambasada Azerbejdżanu w Warszawie

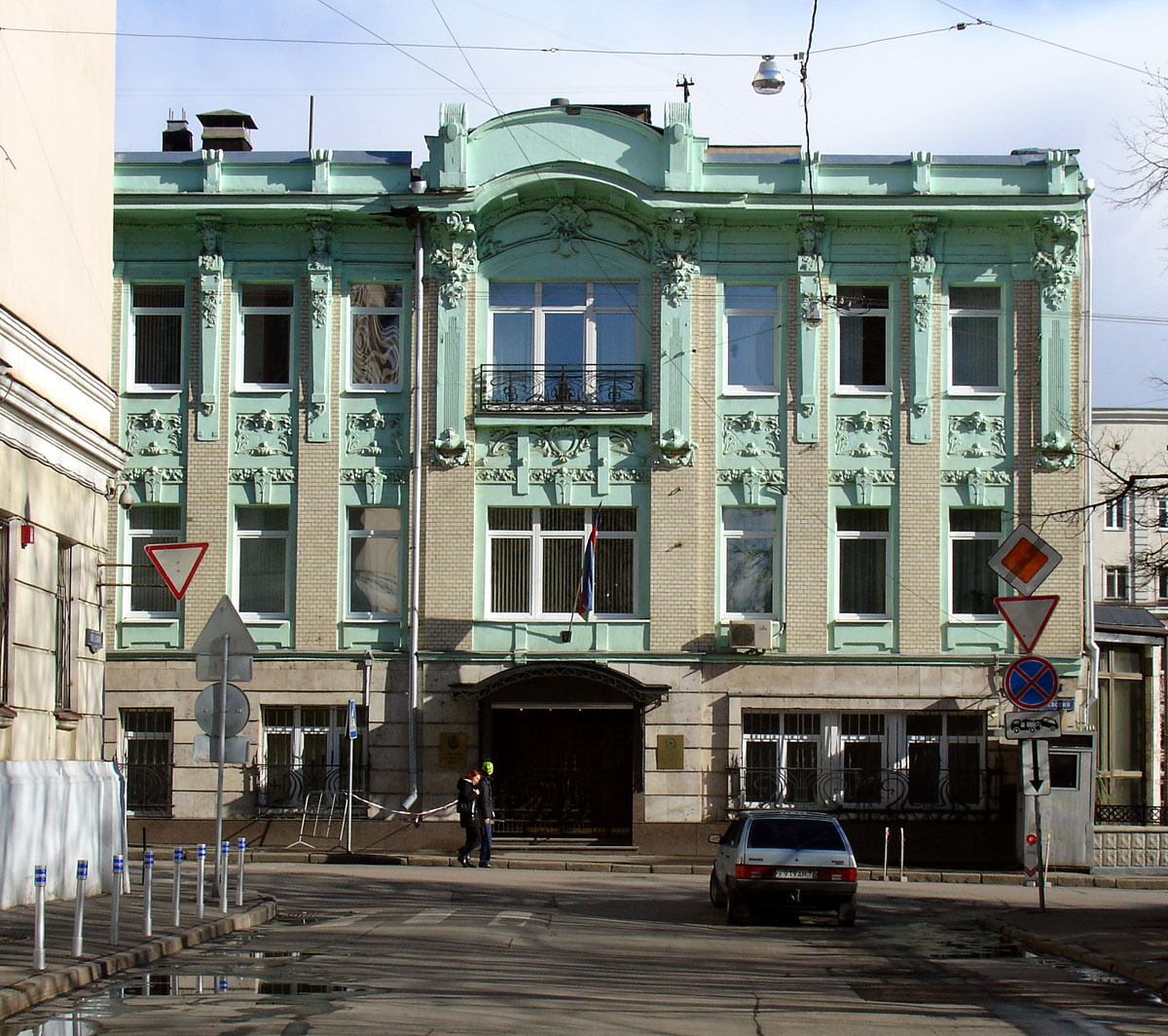
Ambasada Azerbejdżanu w Moskwie

  - Jekaterynburg (konsulat generalny)
  - Petersburg (konsulat generalny)
- Rumunia
  - Bukareszt (ambasada)
- Serbia
  - Belgrad (ambasada)
- Słowenia
  - Lublana (Biuro ambasady w Wiedniu)
- Szwajcaria
  - Berno (ambasada)
- Szwecja
  - Sztokholm (ambasada)
- Turcja
  - Ankara (ambasada)
  - Kars (konsulat generalny)
  - Stambuł (konsulat generalny)
- Ukraina
  - Kijów (ambasada)
- Węgry
  - Budapeszt (ambasada)
- Wielka Brytania
  - Londyn (ambasada)
- Włochy
  - Rzym (ambasada)

## Ameryka Północna, Środkowa i Karaiby

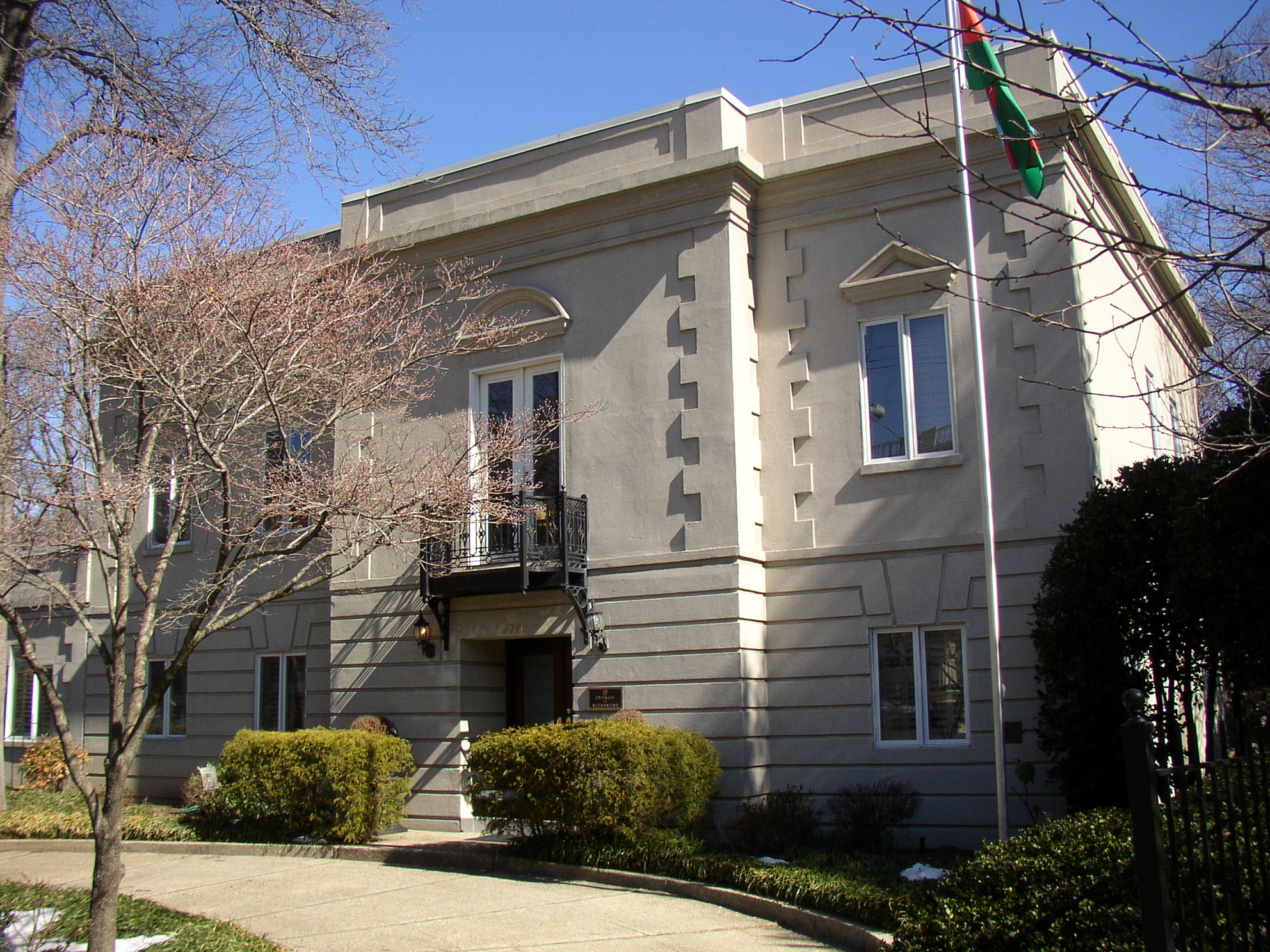
Ambasada Azerbejdżanu w Waszyngtonie

- Kanada
  - Ottawa (ambasada)
- Kuba
  - Hawana (ambasada)
- Meksyk
  - Meksyk (ambasada)
- Stany Zjednoczone
  - Waszyngton (ambasada)
  - Los Angeles (konsulat generalny)

## Ameryka Południowa
- Argentyna
  - Buenos Aires (ambasada)
- Brazylia
  - Brasília (ambasada)

## Afryka
- Egipt
  - Kair (ambasada)
- Libia
  - Trypolis (Biuro ambasady w Egipcie)
- Południowa Afryka
  - Pretoria (ambasada)
- Tunezja
  - Tunis (ambasada)

## Azja

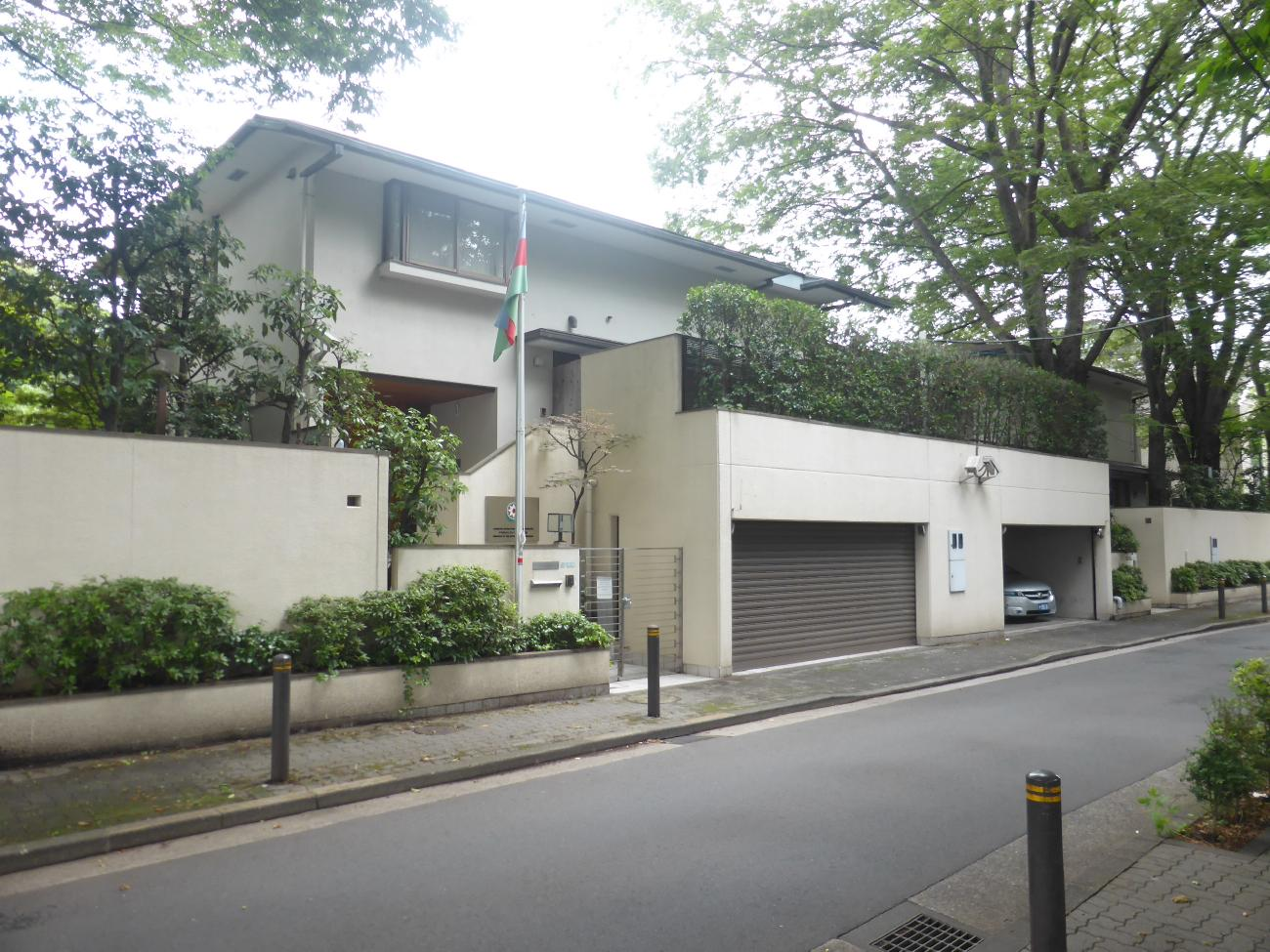
Ambasada Azerbejdżanu w Tokio

- Arabia Saudyjska
  - Rijad (ambasada)
- Chiny
  - Pekin (ambasada)
- Gruzja
  - Tbilisi (ambasada)
  - Batumi (konsulat generalny)
- Indie
  - Nowe Delhi (ambasada)
- Indonezja
  - Dżakarta (ambasada)
- Iran
  - Teheran (ambasada)
  - Tebriz (konsulat generalny)
- Japonia
  - Tokio (ambasada)
- Jordania
  - Amman (ambasada)
- Kazachstan
  - Astana (ambasada)
  - Aktau (konsulat generalny)
- Katar
  - Doha (ambasada)
- Kirgistan
  - Biszkek (ambasada)
- Korea Południowa
  - Seul (ambasada)
- Kuwejt
  - Kuwejt (ambasada)
- Malezja
  - Kuala Lumpur (ambasada)
- Maroko
  - Rabat (ambasada)
- Pakistan
  - Islamabad (ambasada)
- Syria
  - Damaszek (ambasada)
- Tadżykistan
  - Duszanbe (ambasada)
- Turkmenistan
  - Aszchabad (ambasada)
- Uzbekistan
  - Taszkent (ambasada)
- Zjednoczone Emiraty Arabskie
  - Abu Zabi (ambasada)
  - Dubaj (konsulat)

## Organizacje międzynarodowe
- Nowy Jork – Stałe Przedstawicielstwo przy Organizacji Narodów Zjednoczonych
- Genewa – Stałe Przedstawicielstwo przy Biurze Narodów Zjednoczonych i innych organizacjach
- Paryż – Stałe Przedstawicielstwo przy UNESCO
- Wiedeń – Stałe Przedstawicielstwo przy Biurze Narodów Zjednoczonych i innych organizacjach
- Rzym – Stałe Przedstawicielstwo przy Organizacji Narodów Zjednoczonych do spraw Wyżywienia i Rolnictwa
- Bruksela – Misja przy Unii Europejskiej
- Bruksela – Stałe Przedstawicielstwo przy Organizacji traktatu Północnoatlantyckiego
- Strasburg – Stałe Przedstawicielstwo przy Radzie Europy
- Haga – Stałe Przedstawicielstwo przy Organizacji ds. Zakazu Broni Chemicznej
- Rijad – Stałe Przedstawicielstwo przy Organizacji Współpracy Islamskiej